# Massaga demena
Massaga demena är en fjärilsart som beskrevs av Druce 1894. Massaga demena ingår i släktet Massaga och familjen nattflyn. Inga underarter finns listade i Catalogue of Life.